# Liste der Baudenkmale in Streetz
In der Liste der Baudenkmale in Streetz sind die Baudenkmale des niedersächsischen Ortes Streetz aufgelistet. Dies ist ein Teil der Liste der Baudenkmale in Dannenberg (Elbe). Der Stand der Liste ist der 30. Oktober 2021.
Die Quelle der IDs und der Beschreibungen ist der Denkmalatlas Niedersachsen.

## Allgemein
In den Spalten befinden sich folgende Informationen:
- Lage: die Adresse des Baudenkmales und die geographischen Koordinaten. Kartenansicht, um Koordinaten zu setzen. In der Kartenansicht sind Baudenkmale ohne Koordinaten mit einem roten Marker dargestellt und können in der Karte gesetzt werden. Baudenkmale ohne Bild sind mit einem blauen Marker gekennzeichnet, Baudenkmale mit Bild mit einem grünen Marker.
- Bezeichnung: Bezeichnung des Baudenkmales
- Beschreibung: die Beschreibung des Baudenkmales. Unter § 3 Abs. 2 NDSchG werden Einzeldenkmale und unter § 3 Abs. 3 NDSchG Gruppen baulicher Anlagen und deren Bestandteile ausgewiesen.
- ID: die Objekt-ID des Baudenkmales
- Bild: ein Bild des Baudenkmales, ggf. zusätzlich mit einem Link zu weiteren Fotos des Baudenkmals im Medienarchiv Wikimedia Commons. Wenn man auf das Kamerasymbol klickt, können Fotos zu Baudenkmalen aus dieser Liste hochgeladen werden:

## Baudenkmale

### Gruppe baulicher Anlagen
| Lage                                         | Bezeichnung                      | Beschreibung | ID       | Bild |
| -------------------------------------------- | -------------------------------- | --- | -------- | ---- |
| Kastanienallee 37 53° 6′ 35″ N, 11° 3′ 32″ O | Wassermühle Streetz (Baukomplex) | Bestehend aus Mühlengebäude von 1829, Wohnhaus von 1835 sowie Scheunenbau aus der Zeit um 1900. Mühlengraben trocken gefallen, der ursprünglich große Teich völlig verlandet. Ehemalige Hofstelle Nr. 8. | 30826466 |      |

### Einzeldenkmale
| Lage                                         | Bezeichnung               | Beschreibung | ID       | Bild |
| -------------------------------------------- | ------------------------- | --- | -------- | ---- |
| Am Dorfplatz 2 53° 6′ 33″ N, 11° 3′ 44″ O    | Wohn-/ Wirtschaftsgebäude | Giebelständiges Vierständerhaus in Fachwerk mit Backsteingefachausfüllungen; unter Halbwalmdach; reich gestalteter Schaugiebel. Errichtet 1768 (i). (Ehemalige Hofstelle Nr. 21.)                                                                      | 30835250 |      |
| Heuweg 1 53° 6′ 36″ N, 11° 3′ 41″ O          | Speicher (Bauwerk)        | Zweigeschossiger Fachwerkbau mit Backsteingefachausfüllungen unter hohlpfannengedecktem Satteldach. Errichtet in der ersten Hälfte des 19. Jahrhunderts. (Ehemals der Hofstelle Nr. 16 zugehörig.)                                                     | 39555459 |      |
| Heuweg 2 53° 6′ 35″ N, 11° 3′ 42″ O          | Wohn-/Wirtschaftsgebäude  | Kleines Zweiständerhaus in Fachwerk mit Backsteingefachausfüllungen und unter Halbwalmdach; Wohngiebel teilweise in Backsteinmauerwerk ersetzt. Errichtet 1785 (i). Ehemalige Hofstelle Nr. 11.                                                        | 30835328 |      |
| Heuweg 5 53° 6′ 40″ N, 11° 3′ 40″ O          | Wohn-/Wirtschaftsgebäude  | Dreiständerbau von 1769. Eines der ältesten Gebäude im Dorf nach einem Totalbrand von 1767. Ehemalige Hofstelle Nr. 15. | 30835292 |      |
| Kastanienallee 21 53° 6′ 27″ N, 11° 3′ 29″ O | Scheune                   | Fachwerkbau mit Backstein- und Lehmstakengefachausfüllungen; unter reetgedecktem Halbwalmdach. Errichtet um 1768 nach dem Dorfbrand 1767 (Aussiedlerhof). Ehemalige Hofstelle Nr. 2.                                                                   | 39555694 |      |
| Kastanienallee 37 53° 6′ 35″ N, 11° 3′ 32″ O | Wohnhaus                  | Zweigeschossiger, teilunterkellerter Fachwerkbau mit Backsteingefachausfüllungen, unter Krüppelwalmdach in Hohlpfannendeckung; dreiachsiges Zwerchhaus in der südöstlichen Dachfläche. Feldsteinsockel. Errichtet 1835 (i). Ehemalige Hofstelle Nr. 8. | 30835349 |      |
| Kastanienallee 37 53° 6′ 36″ N, 11° 3′ 33″ O | Scheune                   | Langgestreckter Backsteinbau mit Drempel in Fachwerk unter Satteldach. Errichtet um 1900. | 39555816 | BW   |
| Kastanienallee 39 53° 6′ 36″ N, 11° 3′ 30″ O | Mühlengebäude             | Ein- und zweigeschossiger Fachwerkbau mit Backsteingefachausfüllungen, unter Halbwalmdach in Hohlpfannendeckung. Errichtet 1829 (i) als wasserbetriebene Ölmühle. Ehemalige Hofstelle Nr. 8.                                                           | 30835370 |      |
| Wiesengrund 12 53° 6′ 26″ N, 11° 3′ 51″ O    | Scheune                   | Großer Fachwerkbau mit Backsteingefachausfüllungen, unter Halbwalmdach in Hohlpfannendeckung; mittige Längsdurchfahrt. Errichtet 1856 (i). Ehemalig der Hofstelle 13 zugehörig.                                                                        | 30835310 | BW   |

### Ehemalige Baudenkmale
| Lage                                                        | Bezeichnung               | Beschreibung                                                     | ID | Bild |
| ----------------------------------------------------------- | ------------------------- | ---------------------------------------------------------------- | -- | ---- |
| Nr. 2 (heute: Kastanienallee 21) 53° 6′ 28″ N, 11° 3′ 29″ O | Hofanlage mit Baumbestand |                                                                  |    |      |
| Nr. 11 (heute: Heuweg 2) 53° 6′ 35″ N, 11° 3′ 42″ O         | Hofanlage                 |                                                                  |    |      |
| Nr. 16 (heute: Heuweg 3) 53° 6′ 36″ N, 11° 3′ 41″ O         | Hofanlage mit Baumbestand |                                                                  |    |      |
| Nr. 1 (heute: Kastanienallee 10) 53° 6′ 21″ N, 11° 3′ 28″ O | Scheune                   | (Hinweis: Das Gebäude ist im Sommer 2015 weitgehend abgebrannt.) |    |      |
| Ortsmitte 53° 6′ 33″ N, 11° 3′ 36″ O                        | Kriegerdenkmal            | Gedenkstätte Erster- und Zweiter Weltkrieg                       |    |      |